# Liên hoan phim quốc tế Toronto
Liên hoan phim quốc tế Toronto (Toronto International Film Festival, viết tắt thành TIFF, cách điệu thành tiff.) là một liên hoan phim công khai diễn ra vào tháng 9 hằng năm tại Toronto, Ontario, Canada.
Vào năm 2012, 372 phim từ 72 quốc gia được trình chiếu tại 34 rạp trong khán đài Toronto, thu hút khoảng 400.000 người tham dự, trong đó có hơn 4.000 nhân vật của ngành điện ảnh chuyên nghiệp. TIFF diễn ra từ đêm thứ 5 sau ngày Quốc Khánh (thứ Hai đầu tiên trong tháng 9 tại Canada) và kéo dài trong 11 ngày. Năm 2015 có khoảng 473.000 người tham dự và 1.200 nhà báo.
Được thành lập vào năm 1976, TIFF giờ đây là một trong những sự kiện điện ảnh lớn trên thế giới. Vào năm 1998, Variety gọi TIFF "là nơi thứ hai sau Cannes có hình ảnh, các ngôi sao và hoạt động quảng bá nhộn nhịp nhất." Vào năm 2007, Time cho rằng TIFF đã "trưởng thành từ một liên hoan phim mùa thu gây ảnh hưởng nhất sang một liên hoan phim nổi bật nhất." Thành công này phần lớn do khả năng "dự đoán phim đạt giải Oscar" của TIFF.
Phim nổi bật có lần công chiếu đầu tiên tại Toronto bao gồm Chariots of Fire, The Big Chill, Husbands and Wives, Thirty Two Short Films About Glenn Gould, Downfall, Sideways, Crash, The King's Speech, Moneyball, Silver Linings Playbook, Argo và Dallas Buyers Club.

## Bối cảnh thành lập
Liên hoan phim quốc tế Toronto, ban đầu mang tên "The Festival of Festivals", do William Marshall, Henk van der Kolk và Dusty Cohl sáng lập. Piers Handling là đạo diễn và giám đốc điều hành liên hoan từ năm 1994, trong khi Noah Cowan trở thành đồng đạo diễn vào năm 2004. Vào cuối năm 2007, Cowan trở thành đạo diễn nghệ thuật của TIFF Bell Lightbox, trong khi nhà lập trình lâu năm Cameron Bailey là đồng đạo diễn; tính đến năm 2013, Bailey cũng giữ chức đạo diễn nghệ thuật.
TIFF từng tổ chức tại Yorkville, nhưng chỉ đến khi chương trình diễn ra ở Toronto Entertainment District mới gây được tiếng vang. TIFF dựng nơi dành cho truyền thông quốc tế gần nhà hàng và cửa hiệu ảnh và phỏng vấn với các ngôi sao. Vào mùa thu 2010, chương trình mở màn tại TIFF Bell Lightbox, nơi tổ chức thường niên của TIFF ở Entertainment District.
Đến năm 2013, TIFF chủ yếu tập trung vào điện ảnh độc lập và trình chiếu nhiều bộ phim tiêu biểu của điện ảnh quốc gia và đạo diễn riêng lẻ, tiêu điểm của điện ảnh Canada và đa dạng từ các châu lục khác.

## Lịch sử

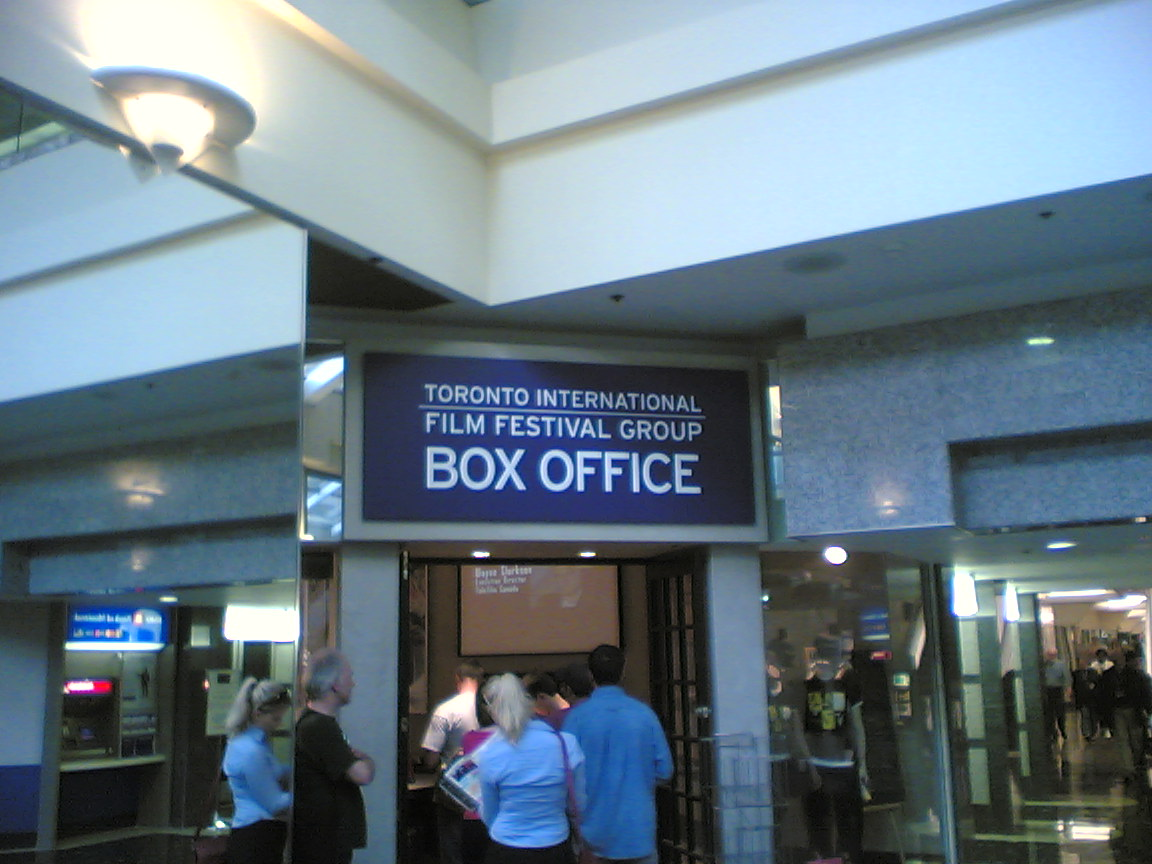
Phòng vé TIFF tại Manulife Centre vào năm 2006

Thành lập năm 1976, chương trình này ban đầu tập hợp các phim xuất sắc nhất từ những liên hoan phim trên thế giới, với khoảng 35.000 người tham gia. Vào năm 1994, chương trình đổi tên thành "Liên hoan phim quốc tế Toronto". Từ năm 1994 đến 2009, tổ chức điều hành được mang tên "Toronto International Film Festival Group" (TIFFG). Từ năm 2009, tổ chức được đổi thành TIFF.
Vào năm 2007, tổ chức thu về lợi nhuận hàng năm khoảng 67 triệu đô-la Canada. Đến năm 2011, số tiền này tăng lên 170 triệu đô-la Canada. Nhiều hãng phim Hollywood chọn công chiếu phim tại Toronto do tính dễ dàng, giá cả phải chăng (khi so sánh với các liên hoan phim châu Âu), tiếp cận đến nhiều đối tượng khán giả và thời gian thuận tiện.
Phim đầu tiên được trình chiếu tại trụ sở mới TIFF Bell Lightbox là Trigger của Bruce McDonald. Chương trình triển lãm đầu tiên là sự tri ân đến Tim Burton, do Museum of Modern Art (New York) tổ chức. Các sự kiện triển lãm sau này bao gồm Fellini: Spectacular Obsessions, Grace Kelly: From Movie Star to Princess, Designing 007: 50 Years of Bond Style và Stanley Kubrick: The Exhibition, tất cả đều do TIFF tổ chức, cùng một sự kiện khác mang tên Essential Cinema, xuất hiện hình ảnh, tờ rơi và đạo cụ trong danh sách The Essential 100 của TIFF.
Mỗi năm, TIFF còn xuất bản một danh sách gồm 10 phim Canada xuất sắc nhất do liên hoan phim bầu chọn. 10 bộ phim này được công bố vào tháng 12 mỗi năm và trình chiếu tại nhiều liên hoan phim nhỏ sau đó tại Lightbox vào tháng 1..